# Daniel Bumba
 (mai 2024).
Si vous disposez d'ouvrages ou d'articles de référence ou si vous connaissez des sites web de qualité traitant du thème abordé ici, merci de compléter l'article en donnant les références utiles à sa vérifiabilité et en les liant à la section « Notes et références ».
 Daniel Bumba Lubaki, né le 12 août 1982 est un homme politique kino-congolais. Il est gouverneur de la ville province de Kinshasa, élu le 29 avril 2024. Il prend ses fonctions le 21 juin 2024. Son vice-gouverneur est Eddy Iyeli.